# Drugi rząd Károla Khuen-Héderváry

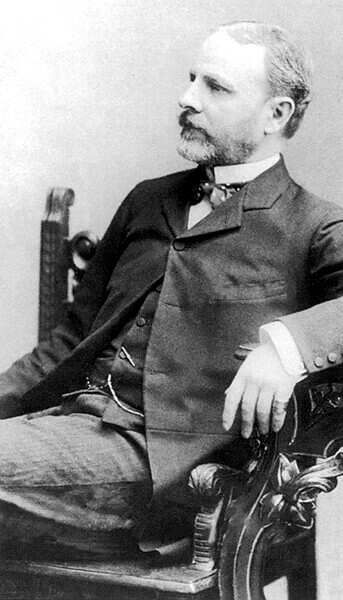
Károly Khuen-Héderváry

Drugi rząd Károla Khuen-Héderváry – rząd Królestwa Węgier, działający od 17 stycznia 1910 do 22 kwietnia 1912, pod przewodnictwem premiera Károla Khuen-Héderváry.